# بوسه بر روی گونه
بوسه بر روی گونه (به تامیلی: Kannathil Muthamittal) فیلمی محصول سال ۲۰۰۲ و به کارگردانی مانی راتنام است. در این فیلم بازیگرانی همچون رانگاناتان مدهوان، سیمران، پی.اس.کرتنا، ناندیتا داس، پراکاش راج، جی.دی چاکراوارتی، ساشیکومار سوبرانی ایفای نقش کرده‌اند.